# Trifylia
Trifylia (Messenia) (Grieks: Τριφυλία) is sedert 2011 een fusiegemeente (dimos) in de Griekse bestuurlijke regio (periferia) Peloponnesos.
De zes deelgemeenten (dimotiki enotita) van de fusiegemeente zijn:
- Aetos (Αετός)
- Avlonas (Αυλώνας)
- Filiatra (Φιλιατρά)
- Gargalianoi (Γαργαλιάνοι)
- Kyparissia (Κυπαρισσία)
- Tripyla (Τριπύλα)